# Kauai Railway
| Überreste der Kauai Railway bei der Kōloa Mill |                     |                                         |                                         |
| Streckenlänge: | 30 km               |                                         |                                         |
| Spurweite: | 762 mm (Schmalspur) |                                         |                                         |
| |                     |                                         |                                         |
| \| \| \| \| \| \| \| \| Port Allen HI (bis 1909 Eleele Landing) \| \| \| \| \| Makaweli Sugar Mill \| \| \| \| \| \| \| \| \| \| Eleele HI \| \| \| \| \| \| \| \| \| \| Kalaheo HI \| \| \| \| \| McBryde Mill \| \| \| \| \| \| \| \| \| \| Koloa Mill \| \| \| \| \| Koloa HI \| \| |                     |                                         |                                         |
| |                     |                                         |                                         |
| Kopfbahnhof Streckenanfang (Strecke außer Betrieb) |                     | Port Allen HI (bis 1909 Eleele Landing) | Port Allen HI (bis 1909 Eleele Landing) |
| Strecke (außer Betrieb) · Betriebs-/Güterbahnhof Streckenanfang (Strecke außer Betrieb) |                     | Makaweli Sugar Mill                     | Makaweli Sugar Mill                     |
| Abzweig geradeaus und von links (Strecke außer Betrieb) · Strecke nach rechts (außer Betrieb) |                     |                                         |                                         |
| Bahnhof (Strecke außer Betrieb) |                     | Eleele HI                               | Eleele HI                               |
| Abzweig geradeaus und nach links (Strecke außer Betrieb) · Strecke von rechts (außer Betrieb) |                     |                                         |                                         |
| Strecke (außer Betrieb) · Kopfbahnhof Streckenende (Strecke außer Betrieb) |                     | Kalaheo HI                              | Kalaheo HI                              |
| Dienststation / Betriebs- oder Güterbahnhof (Strecke außer Betrieb) |                     | McBryde Mill                            | McBryde Mill                            |
| Abzweig geradeaus und nach links (Strecke außer Betrieb) · Strecke von rechts (außer Betrieb) |                     |                                         |                                         |
| Betriebs-/Güterbahnhof Streckenende (Strecke außer Betrieb) · Strecke (außer Betrieb) |                     | Koloa Mill                              | Koloa Mill                              |
| Kopfbahnhof Streckenende (Strecke außer Betrieb) |                     | Koloa HI                                | Koloa HI                                |

Die Kauai Railway ist eine ehemalige Eisenbahngesellschaft in Hawaii (Vereinigte Staaten). Sie wurde 1906 gegründet und betrieb eine 30 Kilometer lange öffentliche Eisenbahnstrecke in der Spurweite von 2½ Fuß (762 mm) vom Hafen Port Allen nach Kōloa und Kalaheo an der Südküste der Insel Kauai. Sie hatte keine Verbindung zur anderen in der gleichen Spurweite gebauten Bahn auf der Insel, der Ahukini Terminal and Railway. Außer während des Ersten Weltkriegs wurden auf der Bahn keine Fahrgäste befördert.

## Geschichte
Die Bahn wurde 1907 eröffnet. 1933 wurde die Kauai Railway Company aufgelöst und einige Teile der Bahn an anliegende Plantagen verkauft. Der übrige Teil wurde 1936 durch die Kauai Terminal Company erworben. Das Stilllegungsdatum ist unbekannt, wahrscheinlich fuhren um 1947 die letzten Züge. Die Gesellschaft besteht noch heute als Kauai Commercial Company weiter.